# Gamasomorpha linzhiensis
Gamasomorpha linzhiensis är en spindelart som beskrevs av Hu 200. Gamasomorpha linzhiensis ingår i släktet Gamasomorpha och familjen dansspindlar. Inga underarter finns listade i Catalogue of Life.